# Isaak
Ісаак Гудеріан (нім. Isaak Guderian; нар. 31 січня 1995 року), відомий як Isaak — німецький співак. Представник Німеччини на Пісенному конкурсі Євробачення 2024 із піснею «Always on the Run».

## Біографія
Ісаак Гудеріан народився в 1995 році в родині мами-ісландки і батька-німця, і виріс у Порта-Вестфаліка, Північний Рейн-Вестфалія. Зараз Ісаак живе в Еспелькампі з дружиною та двома дітьми.

## Кар'єра
Гудеріан почав свою музичну кар'єру як вуличний музикант і згодом створив музичний гурт. У 2011 році він взяв участь у шоу талантів X Factor із версією хіта Oasis «Wonderwall».

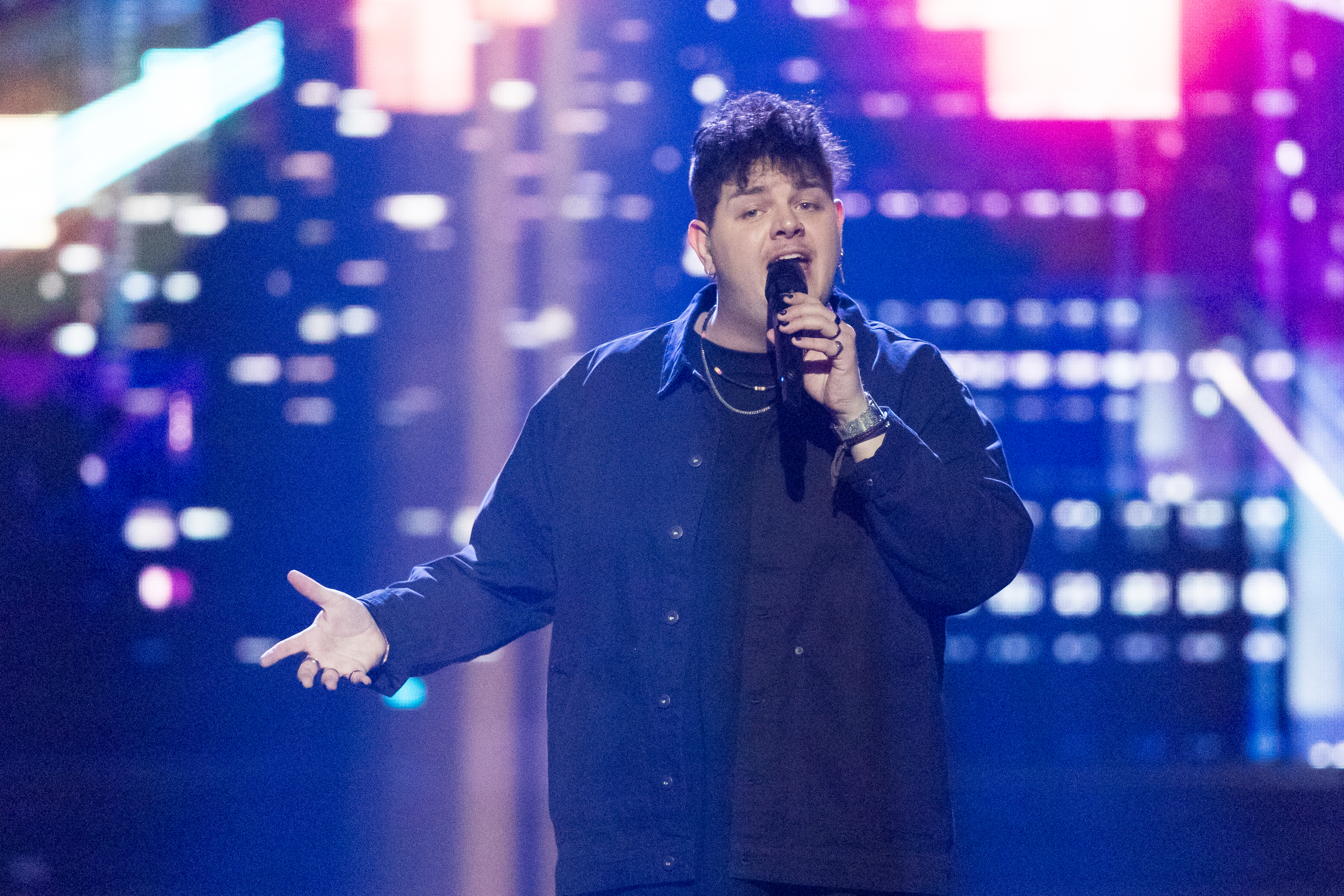
Ісаак на сцені національного відбору Німеччини на Євробачення 2024

У 18 років Ісаак заснував власну компанію з організації місцевих та альтернативних музичних заходів. У 2020 році, під час пандемії COVID-19, він почав писати музику, а у 2021 році виграв Show Your Talent, що ознаменувало прорив як співака.

### На Євробаченні
Через три роки після Show Your Talent Ісаак взяв участь у національному відборі Німеччини до Пісенного конкурсу Євробачення 2024 з піснею «Always on the Run», де переміг та зрештою отримав право представляти країну на конкурсі.
В інтерв'ю співак закликав повернути Росію на Євробачення, якщо Ізраїль не дискваліфікують з конкурсу[джерело?].
Пісенний конкурс Євробачення 2024 відбувся на Мальме-Арені в Мальме, Швеція, і складався з двох півфіналів, які пройшли 7 і 9 травня відповідно, і фіналу 11 травня 2024 року. Німеччина, як країна «Великої П'ятірки», змагалася одразу у фіналі конкурсу. Ісаак зі своєю піснею «Always on the Run» виступив під третім номером та фінішував на 12 місці зі 117 балами, з яких 99 – від журі та 18 – від глядачів.